# Amolops mantzorum
Amolops mantzorum é uma espécie de anfíbio da família Ranidae.
É endémica da China.
Os seus habitats naturais são: florestas temperadas, matagal de clima temperado e rios.